# Качурка негроанська
Качурка негроанська (Oceanodroma socorroensis) — вид морських буревісникоподібних птахів родини качуркових (Hydrobatidae). У деяких систематиках вважається підвидом качурки північної (Oceanodroma leucorhoa).

## Поширення
Вид поширений на сході Тихого океану. Гніздиться у травні-листопаді на двох дрібних острівцях Негро та Афуера неподалік острова Гвадалупе біля західного узбережжя Мексики. Можливо і є гнізда на самому Гвадалупе, але точно це не доведено. У негніздовий період мандрує по морю на південь вздовж узбережжя Центральної Америки.